# MPL Communications
MPL Communications (McCartney Productions Ltd.) es un holding creado por el músico británico Paul McCartney para sus intereses comerciales. De forma adicional al trabajo de McCartney tras la separación de The Beatles, MPL se ha convertido en una de las editoriales privadas de música más importantes tras la adquisición de otras numerosas compañías del sector musical. MPL, que supone las siglas de "McCartney Productions Limited", tiene sedes en Londres y Nueva York y fue fundada en 1970 con el pretexto de distanciarse del mánager Allen Klein y de la empresa de The Beatles Apple Corps, si bien McCartney no desarrollaría su proyecto hasta 1975. La primera mención a MPL aparece en el álbum de 1975 Venus and Mars. 
MPL posee un amplio rango de derechos de autor -que cubren cerca de 100 años de música- de compositores como McCartney, Buddy Holly, Jerry Herman, Frank Loesser, Meredith Willson y Harold Arlen, entre otros, con canciones como "Rock-a-bye Your Baby with a Dixie Melody" (hecha famosa por Al Jolson) en su catálogo. Asimismo, controla 25 compañías subsidiarias. Mary McCartney, fotógrafa e hija mayor de Paul, controla el departamento de fotografía.
En octubre de 2006, el registro de marcas de Londres comunicó que la compañía de McCartney había comenzado un proceso para reservar los derechos de su apellido en torno al uso para cualquier gama de productos, que incluyen ropa y comida vegetariana. De cumplir todos los requisitos legales, McCartney tendría el derecho exclusivo para usar su apellido como marca a través de su compañía, MPL.